# Prionolabis scaria scaria
Prionolabis scaria scaria is een ondersoort van de tweevleugelige Prionolabis scaria uit de familie steltmuggen (Limoniidae). De soort komt voor in het Nearctisch gebied.